# いわて子どもの森
岩手県立児童館 いわて子どもの森（いわてけんりつじどうかん いわてこどものもり、英:Children's Center of Iwate pref.）は、岩手県二戸郡一戸町にある、岩手県唯一の大型児童館（分類はB型。新潟を含めた東北地方の大型児童館は他に秋田県児童会館(A型)と新潟県立こども自然王国(B型)がある）。

## 概要
児童福祉法第40条に規定されている『児童厚生施設』のひとつで、さまざまな”遊び”を通して、子どもたちの心身を健やかに育むことを目的としている。合言葉は「おとなもこどもも　のんびり　ゆっくり　ぽけーっとしようよ」。
キャンプ場や宿泊施設や大型遊具設備も備えた複合施設で、子どもの発達促進や地域全体の健全育成機能を果たすことを目的としている。
八戸自動車道や東北新幹線からも近く、利用者の約4割が岩手県外からとなっている。とりわけ岩手県南部よりも青森県南東部の方がアクセスしやすいこともあって、青森県から来た利用者が2割を占めている。なお、他県からの利用者に対する施設の運営費を岩手県が負担していることについて、職員は「当館としては『どこから来てもこどもはこども』なので、この地域や県に限らず、『日本の子どもたちの遊びの環境を守る』というつもりで仕事をしている」と回答している。

## 歴史
- 1996年：「すこやか子どもランド（仮称）」として事業に着手[4]
- 2003年5月5日：「いわて子どもの森」として開館。初日の入館者は1万人を超えた[5]。
- 2008年7月20日：入館者数が100万人を突破[5]。
- 2010年4月：館内の遊び場がリニューアル[5]。
- 2011年2月：公募によって、キャラクタの愛称が「ぽけっとりー」に決定[5]。
- 2013年7月21日：入館者数が200万人を突破[5]。
- 2018年5月3日：入館者数が300万人を突破[5]。
- 2025年3月30日：入館者数が400万人を突破[6]。

## 開館時間
- 9:00 - 17:00
- 火曜日（火曜日が祝日の場合は翌日休館）・年末年始は休館、そのほか年4回整備休館あり

## アクセス
- 八戸自動車道：一戸ICから国道4号を南へ28キロメートル。
- IGRいわて銀河鉄道いわて銀河鉄道線：奥中山高原駅から岩手県北バスいわて子どもの森行きに乗車、「いわて子どもの森」終点下車。

## 周辺施設
- 御所野縄文公園（一戸町）
- 奥中山高原スキー場（一戸町）